# Lindera triloba
Lindera triloba är en lagerväxtart som beskrevs av Carl Ludwig von Blume. Lindera triloba ingår i släktet Lindera och familjen lagerväxter. Inga underarter finns listade i Catalogue of Life.